# Scincopus fasciatus
Scincopus fasciatus (смугастий сцинк Пітерса) — вид сцинкоподібних ящірок родини сцинкових (Scincidae). Мешкає в Африці. Це єдиний представник монотипового роду Scincopus.

## Підвиди
Виділяють два підвиди:
- Scincopus fasciatus fasciatus (Peters, 1864);
- Scincopus fasciatus melanocephalus Lanza & Corsi 1981.

## Поширення і екологія
Смугасті сцинки Пітерса мешкають в регіоні Сахелю, на території Мавританії, Малі, Нігеру, Чаду і Судану. Також вони відомі з низки місцевостей, розташованих в Сахарі, на території Марокко, Алжиру, Тунісу і Лівії. Вони живуть в сухих саванах Сахелю та в піщаних пустелях Сахари. Живородні. Ведуть нічний спосіб життя, а на день зариваються в пісок.